# Fosters Canal

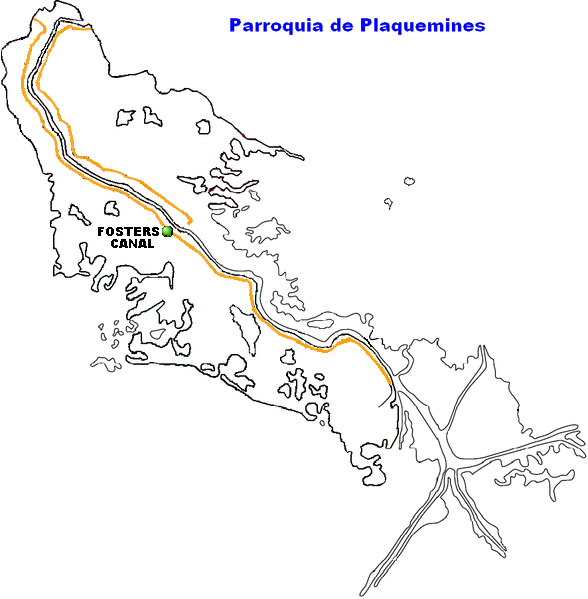
Localización de Fosters Canal en el mapa de la Parroquia de Plaquemines.

Fosters Canal es una pequeña comunidad ubicada sobre el delta del Misisipi, dentro de la parroquia de Plaquemines, en el estado de Luisiana, Estados Unidos.

## Geografía
La localidad de Fosters Canal se localiza en 29°31′42″N 89°45′00″O / 29.52833, -89.75000. Esta comunidad posee sólo 1 metro de elevación sobre el nivel del mar, convirtiéndola una zona proclive a las inundaciones. Su población se compone de menos de doscientos habitantes. Esta comunidad se localiza a cincuenta y ocho kilómetros de Nueva Orleans, la principal ciudad de todo el estado, y a 542 kilómetros del aeropuerto internacional más cercano, el (IAH) Houston George Bush Intercontinental Airport.